# 香港科技園公司

香港科技園公司舊標誌（2001年至2015年1月）

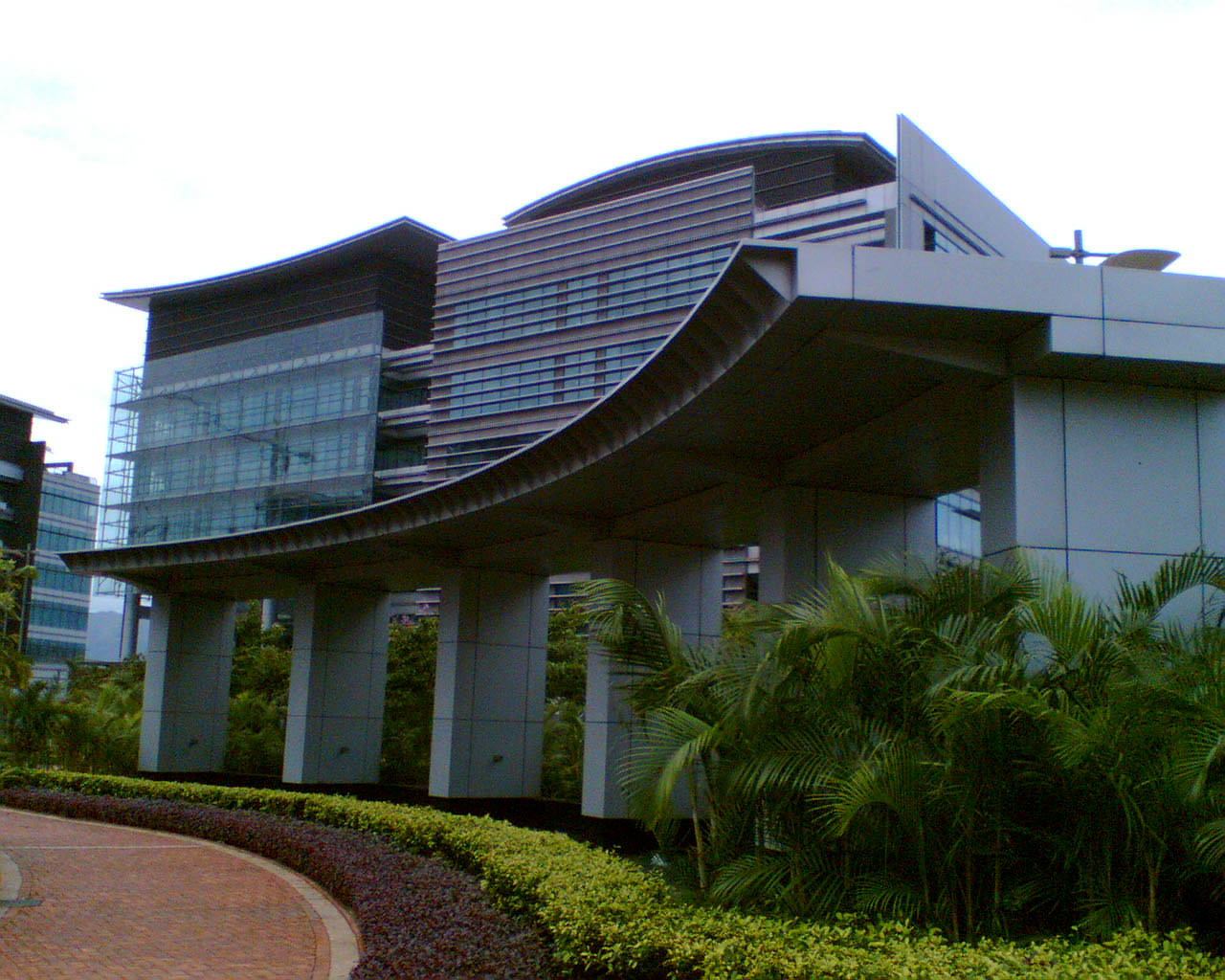
香港科技園公司總部位於香港科學園5E大樓

香港科技園公司（簡稱科技園公司，縮寫：HKSTP）是香港特別行政區政府設立的法定機構，於2001年5月7日起運作，取代了此前的香港工業邨公司、香港工業科技中心公司及臨時香港科學園有限公司，其主要服務是用一站協作式支援「以科技為本」的公司和活動。現時，該公司負責管理香港科學園、創新中心和三個位於新界的創新園（前稱工業邨）。
香港科技園公司總部原位於新界白石角香港科學園科技大道西2號生物資訊中心8樓，已于2019年1月21日迁往科技大道东5号5E大楼5楼。

## 简要
截至2023年11月30日：
- 科技園公司生態圈有超過1,600間創科公司

- 創科公司來自24個國家/地區

- 工作人口有約20,000人

- 超過13,000名從事科研的專才

- 超過12家獨角獸企業

- 累計超過1000間畢業培育公司

- 80%畢業培育公司仍在營運

- 自2018年起，園區公司籌得超過898億港元

## 結構與組織
| 董事局主席查毅超博士 公職成員 - 麥德偉先生 JP（創新及科技局常任秘書長） 成員 - 陳智聰先生 - 陳宇澄先生 - 陳佩君女士 - 車品覺先生 JP - 蔡宏興先生 JP, BFA , BARCH , BSC, MA, MBA, ARCHITECT AIBC, MRAIC, RIBA, RAIA, APEC ARCHITECT, FHKIA, FHKIUD, 中華人民共和國一級註冊建築師資格, 註冊建築師, 認可人士 - 何超平先生 - 馬桂宜教授 - 黃永光先生 SBS, JP - 韓志強工程師 GBS, JP - 伍燕儀女士 - 吳永嘉議員 BBS, JP - 葛珮帆議員 BBS, JP - 譚偉豪博士 JP - 謝小玲女士 - 翟普博士 | - 行政總裁 - 黃克強先生 - 首席項目總監 - 何國聰先生 - 首席財務總監 - 麥仕傑先生 - 首席幕僚長 - 吳子慧女士 - 首席法律顧問及首席合規總監 - 黃陳毓棻女士 - 首席企業發展總監 - 姚慶良博士 |

## 歷史
2014年7月11日，香港科技園公司發行合共17.07億港元各類有擔保票據，分別發行8.55億港元及其2.12厘（港交所代號：5771.HK）和8.52億港元及其3.2厘（港交所代號：5772.HK）。
根據《2015年至2016年度香港政府財政預算案》公布，香港科技園公司將會預留5,000萬港元以設立的科技企業投資基金，香港科技園公司已經從內部資源預留5,000萬港元以推行該項計劃，申請人必須為在香港註冊的具潛力發展公司，並且正在參加或者完成由香港科技園公司的培育計劃或者為香港科技園公司現有租戶，以及公司正處於種子至A輪投資期。
為了鞏固科學園的角色，根據《2018年至2019年度香港政府財政預算案》公布，政府會向香港科技園公司撥款100億元，當中約30億元用以興建科研基建和設施，其餘約70億元會用作加強香港科技園公司對其租戶和培育公司的支援，以及在園內設立智慧園區等。
香港科技园于2018年10月26日宣布，就政府100亿拨款，推出首阶段全新的强化计划与支援服务，旨在达致多项主要目标，包括培育处於不同创业阶段的初创企业持续发展；强化香港科技园公司现有的增值服务组合，以吸引更多人才和资金；并建立强大、稳健的科技企业组合，从而创造更多创业及就业机会，推动香港创科生态圈稳步成长。
2022年7月12日，香港科技園與創科香港基金會、香港大學、香港科技大學共同成立教育機構香港創科教育中心。

## 管理項目
- 香港科學園 [4]

- 創新園（前稱工業邨） [5]：
  - 大埔創新園（大埔工業邨）
  - 元朗創新園（元朗工業邨）
  - 將軍澳創新園（將軍澳工業邨）
  - 屯門工業邨[6]：位於屯門38區的一幅10.8公頃土地，項目暫定2019年展開，料2023年竣工。
- 港深創新及科技園，佔地87公頃，是整個香港科學園的四倍
- 創新中心[7]

## 参見
- 數碼港
- 粵港澳大灣區

## 外部連結
- 香港科技園 （页面存档备份，存于）
- OpenSchool STEM教育特刊-科技園主席查毅超談推動香港創科發展 （页面存档备份，存于）